# Liste der kaiserlichen Generale der Frühen Neuzeit/S
Legende: * geboren | ~ getauft | † gestorben | ⚔ gefallen | Zu den Rangbezeichnungen siehe auch Generalsränge auf der Startseite.
- Friedrich Freiherr von Saamen

* um 1719 † 18. August 1803. Laufbahn: 12. August 1788 mit Rang vom 6. August 1788 Generalmajor, 1792 im Ruhestand
- Heinrich Herzog von Sachsen-Gotha-Römhild

* 19. November 1650 † 13. Mai 1710. Laufbahn: 1689 kursächsischer, 1690 kurbrandenburgischer Generalmajor; 6. Januar 1693 mit Rang vom 16. Dezember 1691 kaiserlicher Feldmarschalleutnant, 3. Januar 1697 Feldzeugmeister
- Albrecht Kasimir August Moritz Prinz von Sachsen, Herzog von Teschen

* 11. Juli 1738 † 10. Februar 1822. Laufbahn: 24. Juni 1760 Feldmarschalleutnant, 2. März 1763 General der Kavallerie, 17. November 1765 Feldmarschall; 18. Dezember 1767 Reichsgeneralfeldmarschall
- Johann Georg III. Kurfürst und Herzog von Sachsen

* 20. Juni 1647 † 12./22. September 1691. Laufbahn: 12. Juni 1676 Feldmarschalleutnant
- Albrecht III. Herzog von Sachsen-Coburg

* 24. Mai 1648 † 6. August 1699. Laufbahn: 6. Mai 1688 Generalfeldwachtmeister, 9. Dezember 1688 Feldmarschalleutnant
- Christian Franz Prinz von Sachsen-Coburg-Saalfeld

* 25. Januar 1730 † 18. September 1797. Laufbahn: 8. Januar 1763 mit Rang vom 10. Juli 1758 Generalfeldwachtmeister
- Friedrich Josias Prinz von Sachsen-Coburg-Saalfeld

* 26. Dezember 1737 – 26. Februar 1815. Laufbahn: 30. Juli 1766 mit Rang vom 4. Januar 1759 Generalfeldwachtmeister, 1. Mai 1773 mit Rang vom 8. Oktober 1767 Feldmarschalleutnant, 22. August 1786 mit Rang vom 3. Februar 1785 General der Kavallerie, 3. Oktober 1789 mit Rang vom 1. Oktober 1789 Feldmarschall; 8. April 1793 Reichs-Generalfeldmarschall
- Ludwig Prinz von Sachsen-Coburg-Saalfeld

* 2. Januar 1755 † 4. Juli 1806. Laufbahn: 1790 mit Rang vom 24. April 1790 Generalmajor, 4. März 1796 mit Rang vom 20. August 1795 Feldmarschalleutnant
- Johann Georg I. Herzog von Sachsen-Eisenach

* 12. Juli 1634 † 19. September 1686. Laufbahn: 16. Mai 1659 kurbrandenburgischer Generalwagenmeister; 8. Juni 1674 kaiserlicher Feldmarschalleutnant
- Johann August Herzog von Sachsen-Gotha

* 17. Februar 1704 † 8. Mai 1767 Laufbahn: 23. Januar 1734 Generalfeldwachtmeister, 26. März 1738 Feldmarschalleutnant, 7. Oktober 1745 General der Kavallerie, 4. Juli 1754 Feldmarschall
- Johann Wilhelm Herzog von Sachsen-Gotha

* 4. Oktober 1677 ⚔ vor Toulon † 15. August 1707. Laufbahn: 4. Januar 1697 Generalfeldwachtmeister, 26. Oktober 1705 Feldmarschalleutnant
- Wilhelm Carl Christian Prinz von Sachsen-Gotha

* 12. März 1701 † 31. Mai 1771. Laufbahn: kursächsischer Generalmajor; 9. Mai 1733 kaiserlicher Generalfeldwachtmeister, 1754 mit Rang vom 29. Februar 1752 Feldmarschalleutnant, 2. Juni  (9. April  ?) 1764 Feldzeugmeister; 11. März 1739 Reichsgeneralfeldmarschallleutnant, 25. April 1750 Generalfeldzeugmeister
- Friedrich Herzog von Sachsen-Hildburghausen und Altenburg

* 28. April 1763 † 29. September 1834. Laufbahn: 11. August 1785 Generalmajor, 5. Februar 1799 mit Rang vom 4. Februar 1794 Feldmarschalleutnant; 1807 quittiert; 8. Januar 1811 königlich bayerischer Generalleutnant
- Ernst Friedrich I. Herzog von Sachsen-Hildburghausen

* 21. August 1681 † 9. März 1724. Laufbahn: 1709 niederländischer Generalmajor; 1708 kaiserlicher Generalfeldwachtmeister, 28. Juli 1721 Feldmarschalleutnant
- Ernst Friedrich II. Herzog von Sachsen-Hildburghausen

* 17. Dezember 1707 † 13. August 1745. Laufbahn: 12. Mai 1735 Generalfeldwachtmeister, 9. Januar 1743 kurpfälzischer Feldzeugmeister, 18. April 1743 General-Feldmarschalleutnant.
- Joseph Maria Friedrich Wilhelm Prinz von Sachsen-Hildburghausen

* 8. Oktober 1702 † 4. Januar 1787. Laufbahn: 20. April 1734 Generalfeldwachtmeister, 30. April 1735 Feldmarschalleutnant, 25. September 1736 Feldzeugmeister, 18. April 1741 mit Rang vom 12. April 1741 Feldmarschall; 11. Juni 1739 Reichsgeneralfeldzeugmeister, 9. November 1785 Generalfeldmarschall
- Ludwig Friedrich Prinz von Sachsen-Hildburghausen

* 11. September 1710 – 10. Juni 1759. Laufbahn: 15. März 1739 Generalfeldwachtmeister; 4. November 1743 kurbayerischer Feldzeugmeister; Juli 1747 niederländischer General der Infanterie
- Franz Albrecht Herzog von Sachsen-Lauenburg

* 31. Oktober 1598 † (gefallen bei Schweidnitz) 31. Mai / 10. Juni 1642. Laufbahn: 17. August 1631 Generalfeldwachtmeister; 24. November 1632 kursächsischer Generalfeldmarschall; 22. Februar 1641 mit Rang vom 23. Juni 1641 kaiserlicher Feldmarschall
- Franz Karl Herzog von Sachsen-Lauenburg

* 2. Mai 1594 † 30. November 1660. Laufbahn: 1. März 1638 Generalfeldwachtmeister
- Julius Franz Herzog von Sachsen-Lauenburg

* 16. September 1641 † 30. September 1689. Laufbahn: 17. März 1676 General der Kavallerie, 22. September 1683 Feldmarschall
- Ernst Ludwig I. Herzog von Sachsen-Meiningen

* 7. Oktober 1672 † 24. November 1724. Laufbahn: 1697 kurpfälzischer Generalmajor, Juli 1701 Generalleutnant; 29. Mai 1698 kaiserlicher Generalfeldwachtmeister, 12. Juni 1701 Feldmarschalleutnant, 22. Mai 1704 Feldzeugmeister; 1703 Reichs-General-Feldmarschalleutnant, 1712 Feldzeugmeister
- Ernst August I. Herzog von Sachsen-Weimar und Eisenach

* 19. April 1688 † 19. Januar 1748. Laufbahn: 30. April 1729 Feldmarschalleutnant, 17. Januar 1733 General der Kavallerie
- Johann Adolf II. Herzog von Sachsen-Weißenfels

* 4. September 1685 † 16. Mai 1746. Laufbahn: 1709 kursächsischer Generalmajor, 30. November 1714 Generalleutnant, Sept. 1728 General der Kavallerie, März 1732 General der Infanterie, 26. November 1735 Generalfeldmarschall; 20. Dezember 1734 Reichsgeneralfeldzeugmeister; um 25. Oktober 1736 kaiserlicher General der Kavallerie
- Franz Graf von Saint-Amour

† 4. August 1824. Laufbahn: 4. März 1796 mit Rang vom 18. April 1794 Generalmajor
- Jean-Pierre Muffat, Chevalier de Saint-Amour

† 16. Mai 1734. Laufbahn: 2. Mai 1716 Generalfeldwachtmeister, 10. Oktober 1723 Feldmarschalleutnant
- Friedrich Daniel Freiherr von Saint-André

* 10. Februar 1700 † 29. August 1775. Laufbahn: 27. Juli 1745 Generalfeldwachtmeister, 26. Oktober 1754 Feldmarschalleutnant, 16. Februar 1758 mit Rang vom 4. Dezember 1757 Feldzeugmeister
- Adam Bernhard Freiherr von Saint-Croix

† 1697. Laufbahn: 1. Mai 1690 Generalfeldwachtmeister, 15. Juli 1692 Feldmarschalleutnant
- Joseph Albert Graf von Saint-Croix

† 1720. Laufbahn: 30. Mai 1708 mit Rang vom 24. Januar 1706 Generalfeldwachtmeister, 11. Mai 1716 Feldmarschalleutnant
- Johann Anton Joseph Graf von Saint-Ignon

* 12. Oktober 1716 † 9. Mai 1779. Laufbahn: 6. Mai 1758 Generalfeldwachtmeister, 5. Mai 1764 Feldmarschalleutnant
- Johann Baptist Graf von Saint-Ignon

* 1721 † 5. Januar 1763. Laufbahn: 2. November 1758 Generalfeldwachtmeister
- Johann Franz Graf von Saint-Ignon

† 1745 (verw. Hohenfriedberg). Laufbahn: 22. Januar 1738 Generalfeldwachtmeister, 15. April 1741 Feldmarschalleutnant
- Karl Graf von Saint-Ignon

† 4. August 1750. Laufbahn: 10. Februar 1734 Generalfeldwachtmeister, 2. März 1739 Feldmarschalleutnant, 15. Oktober 1745 General der Kavallerie
- Franz Xaver von Guyard, Graf von Saint-Julien und Walsée

* 2. Dezember 1756 † 16. Januar 1836. Laufbahn: 31. Mai 1797 mit Rang vom 29. Juni 1797 Generalmajor, 29. Oktober 1800 mit Rang vom 24. November 1800 Feldmarschalleutnant, 19. Dezember 1812 Feldzeugmeister (Charakter) und im Ruhestand
- Johann Joseph von Guyard, Graf von Saint-Julien und Walsée

* 6. April 1757 † 20. November 1829. Laufbahn: 4. Juli 1799 mit Rang vom 3. Juli 1799 Generalmajor, 1. September 1805 mit Rang vom 16. September 1805 Feldmarschalleutnant
- Johann Karl Christian Kaspar von Guyard, Graf von Saint-Julien und Walsée

* 5./6. Januar 1719 † 13. (15. ?) Dezember 1798. Laufbahn: 19. Januar 1771 mit Rang vom 6.19.1761 Generalmajor
- François-Philibert de Saint-Pierre, Marquis de Montfalcon

† 1770. Laufbahn: 6. Juni 1742 Generalfeldwachtmeister, 2. November 1747 Feldmarschalleutnant, 12. Juni 1754 mit Rang vom 12. Dezember 1748 General der Kavallerie
- François-Louis de Pesmes de Saint-Saphorin

* Febr. 1668 † 16. Juli 1737. Laufbahn: 1697 kaiserlicher Vize-Adm.; 28. September 1705 Generalfeldwachtmeister; 1716 brit. Generalleutnant
- Franz Ferdinand Graf von Salburg

† 5. November 1711. Laufbahn: (1)6. August 1691 Generalfeldwachtmeister (Titel), 16. August 1695 Generalfeldwachtmeister, 1. Februar 1701 Feldmarschalleutnant
- Graf Franz Ludwig von Salburg

* 1689 † 4. Juni 1758. Laufbahn: 3. April 1734 Generalfeldwachtmeister, 23. März 1739 Feldmarschalleutnant, 9. Juli 1745 General der Kavallerie, 9. Juli 1754 Feldmarschall
- Johann Gottfried Graf von Salburg

* ? † ?. Laufbahn: 27. Mai 1701 Generalfeldwachtmeister (Titel)
- Rudolf Ferdinand Graf von Salburg

* 1732 † 19. April 1806. Laufbahn: 25. April 1775 mit Rang vom 27. August 1774 Generalmajor
- Hans Jakob von Salis

* 1615 † (gefallen vor Stettin) 15. September 1659. Laufbahn: 6. Februar 1657 Generalfeldwachtmeister (Titel)
- Freiherr Hans Wolfgang von Salis

* 1597 † 22. April 1640. Laufbahn: 15. Februar 1634 bayerischer Generalfeldwachtmeister; 11. März 1636 kaiserlicher Generalfeldwachtmeister, 1. Mai 1638 Feldzeugmeister
- Ernst Wilhelm von Salisch und Stiebendorf

*  29. Juni 1649 †  7. Februar 1711. Laufbahn: 1694 republikanisch-niederländischer Generalmajor, 1697 Generalleutnant, 1705 General der Infanterie; 1. Oktober 1702 kaiserlicher Feldmarschalleutnant, 3. April 1706 Feldzeugmeister
- Karl Freiherr von Salisch

† 20. Juni 1799. Laufbahn: 1. März 1797 mit Rang vom 22. April 1797 Generalmajor
- Paul Freiherr von Salis-Samaden

* 18. Juli 1729 † 5. Oktober 1799. Laufbahn: 1. Januar 1794 mit Rang vom 12. Dezember 1791 Generalmajor, 1797 mit Rang vom 14. April 1797 Feldmarschalleutnant
- Walrath Wild- und Rheingraf von Salm zu Dhaun und Kyrburg

* 26. April 1686 † 5. Oktober  (18. September  ?) 1730. Laufbahn: 9. März 1728 Generalfeldwachtmeister
- Nikolaus Leopold Fürst von Salm, Herzog von Hoogstraeten

* 25. Januar 1701 † 4. Februar 1770. Laufbahn: 4. März 1734 Generalfeldwachtmeister, 22. März 1739 Feldmarschalleutnant, 7. Juli 1745 Feldzeugmeister, 8. Juli 1754 Feldmarschall
- Karl Theodor Otto Fürst von Salm, Wildgraf zu Dhaun und Kyrburg, Rheingraf zum Stain

* 27. Juli 1645 † 10. November 1710. Laufbahn: 3. Februar 1682 Feldmarschalleutnant, 28. November 1683 General der Kavallerie, 9. Juni 1687 Feldmarschall
- Otto Ludwig Wild- und Rheingraf von Salm

* 13. Oktober 1597 † 6. Oktober 1634. Laufbahn: 2. November 1632 schwedischer General der Kavallerie; 21. März 1633 kaiserlicher Generalfeldwachtmeister (umstritten)
- Wilhelm Florentin Wild- und Rheingraf von Salm-Neufville und Hoogstraeten

* 12. Mai  (3. ?) 1670 † 5./6. Juni 1707. Laufbahn: 19. Juni 1695 Generalfeldwachtmeister, 12. April 1704 Feldmarschalleutnant
- Leopold Anton Altgraf zu Salm-Reifferscheidt

* 13./23. Juli 1699 † 16. Januar 1760. Laufbahn: 9. Februar 1734 Generalfeldwachtmeister, Feldmarschalleutnant ?
- Maximilian Friedrich Ernst Fürst von Salm-Salm, Herzog. von Hoogstraeten

* 28. November 1732 † 14. September 1773. Laufbahn: 3. März 1763 mit Rang vom 2. Juni 1759 Generalfeldwachtmeister ( (Titel) ?), 13. Juli 1768 Generalfeldwachtmeister-Pat., 1. Mai 1773 mit Rang vom 10. Juni 1767 Feldmarschalleutnant
- Agostino Marchese di Saluzzo, Duca di Corigliano, Principe di Santo Mauro

* 24. November 1680 † 8. März 1747. Laufbahn: 1712 Generalfeldwachtmeister
- Rudolf Maximilian Freiherr von Salza

† 16. April 1735. Laufbahn: 25. Januar 1734 Generalfeldwachtmeister
- Johann Melchior Freiherr Salzer von Rosenstein

* um 1644 † 1724. Laufbahn: 12. April 1708 mit Rang vom 22. April 1705 Generalfeldwachtmeister, 4. Mai 1716 Feldmarschalleutnant, 7. Oktober 1723 Feldzeugmeister
- Antonio Mutoni, Conde de San Felice

* ? † ?. Laufbahn: venezianischer General ?; 17. März 1701 kaiserlicher Feldmarschalleutnant
- Don Francisco Sant Miquel y Monrodon

* 1667 † .... Laufbahn: spanisch-habsburg. Generalwagenmeister; 6. Januar 1753 k.k. Feldmarschalleutnant
- Peter Freiherr von Sant’Andrea.

† 22. Mai 1821. Laufbahn: italienischer Brigadegeneral; 2. Juli 1814 k.k. Generalmajor, 31. Januar 1816 im Ruhestand
- Don Francisco Gonzalez de Santa Cruz, Marqués de Villa de Ebro

† 1738/39. Laufbahn: 27. September 1703 Generalfeldwachtmeister; Feldmarschalleutnant ?
- Michael Fürst Sapieha

† 19. November 1700. Laufbahn: 28. April 1692 Generalfeldwachtmeister, 30. Mai 1700 Feldmarschalleutnant; litau. Feldzeugmeister
- Karl Balthasar Freiherr von Sauer

* 1725 † 31. Dezember  (13. November  ?) 1800. Laufbahn: 1. Mai 1773 mit Rang vom 4. Dezember 1768 Generalmajor, 10. April 1783 mit Rang vom 22. April 1783 Feldmarschalleutnant, 1795 im Ruhestand
- Johann Karl Graf von Saurau

* 11. Juni 1646 † 1695 ?. Laufbahn: 14. Oktober 1686 Generalfeldwachtmeister, 2. Juli 1692 Feldmarschalleutnant
- Federigo Duca di Savelli, Principe d’Albano

† 19. Dezember 1649. Laufbahn: 19. Januar 1635 Feldzeugmeister, 28. April 1638 Feldmarschall; päpstlicher General
- Eugen Johann Franz Prinz von Savoyen und Piemont, Herzog von Carignan, Graf von Soissons, Markgraf von Saluzzo

* 23. September 1714 † 24. November 1734. Laufbahn: 3. April 1734 Generalfeldwachtmeister
- Ludwig Thomas Prinz von Savoyen, Herzog von Carignan, Graf von Soissons

* 15. Dezember 1657 † (gefallen bei Landau in der Pfalz) 14./24. August 1702. Laufbahn: französischer Maréchal de camp; 10. Mai 1701 kaiserlicher Feldzeugmeister
- Thomas Emanuel Amadeus Prinz von Savoyen, Graf von Soissons

* 8. Dezember 1687 † 28. Dezember 1729. Laufbahn: 13. Mai 1716 Generalfeldwachtmeister, 18. Oktober 1723 Feldmarschalleutnant
- Viktor Amadeus II. Herzog von Savoyen, König von Sizilien bzw. Sardinien

* 14. Mai 1666 † 30./31. Oktober 1732. Laufbahn: 7. März 1692 General; französischer Armee-Kommandant
- Eugen Franz Prinz von Savoyen-Carignan

* 18. Oktober 1663 † 21. April 1736. Laufbahn: 14. November 1685 Generalfeldwachtmeister, 4. November 1687 Feldmarschalleutnant, 31. Mai 1690 General der Kavallerie, 25. März 1693 Feldmarschall, 2. Mai 1708 Generalleutnant; 21. Februar 1707 Reichs-Generalfeldmarschall
- Alexander Ludwig Graf von Sayn-Wittgenstein

* 16./26. Dezember 1694 † 22. Mai  (10. ?) 1768. Laufbahn: 18. Januar 1735 Generalfeldwachtmeister; schwäbischer Feldmarschalleutnant
- Karl Wilhelm Gustav Graf von Sayn-Wittgenstein

* 15. Februar 1691 † 21. April 1759. Laufbahn: 31. August 1751 Generalfeldwachtmeister
- Hannibal de Sburlati

† 2. Februar 1799. Laufbahn: 20. Mai 1786 Generalmajor
- von Schade

* ? † ?. Laufbahn: 14. Februar 1739 Generalfeldwachtmeister, 1754 mit Rang vom 3. Juli 1752 Feldmarschalleutnant
- Johann Schaff von Havelsee

* ? † ?. Laufbahn: 3. August 1669 Generalfeldwachtmeister (Titel)
- Joseph Schäffer von der Mulda

† 16. März 1819. Laufbahn: 27. April 1813 Generalmajor
- Hans Ulrich Graf von Schaffgotsch, Freiherr zu Trachenberg

* 28. August 1595 -(hinger.) 23. Juli 1635. Laufbahn: 8. April 1632 Generalfeldwachtmeister, 19. Oktober 1633 General der Kavallerie
- Georg Engelbert Schall von Falkenforst

* um 1761 † 22. August 1831. Laufbahn: 6. Mai 1815 Generalmajor, 21. Dezember 1830 Feldmarschalleutnant
- Christoph Adam Franz Jakob Graf von Schallenberg

* 1702 † 17. Dezember 1780: Lebenslauf: 28. Oktober 1754 Generalfeldwachtmeister, 17. Februar 1758 Feldmarschalleutnant
- Christoph Dietmar Graf von Schallenberg

* 1644/46 † 6. Februar 1708. Laufbahn: (2)4. November 1687 Generalfeldwachtmeister
- Friedrich Siegmund Graf von Schärffenberg

* vor 1647 † (gefallen bei vor Belgrad) 6. September 1688. Laufbahn: 5. Dezember 1683 Generalfeldwachtmeister, 12. September 1685 Feldmarschalleutnant
- Johann Ernst von Schärffenberg

* 1588 † 30. Januar 1662. Laufbahn: 15. April 1633 Feldmarschalleutnant, Jan. 1634 General der Kavallerie (unbestät.; 1635 kassiert)
- Franz von Scharlach

† 14. März 1834. Laufbahn: 30. April 1815 Generalmajor
- Michael von Scharlach

* 1763 † 12. Mai 1833. Laufbahn: 29. Juni 1809 Generalmajor, 7. Januar 1823 Feldmarschalleutnant Charakter ehrenhalber und im Ruhestand
- Hannibal Graf von Schauenburg

* 1582 † 30. März 1634. Laufbahn: 20. Juli 1629 Feldzeugmeister, 24. Januar 1632 Feldmarschall
- Franz Thomas Graf von Schauenstein

† 1742. Laufbahn: 7. Oktober 1739 Generalfeldwachtmeister
- Karl August Freiherr von Schauroth

* 15. Mai 1755 † 1. Mai 1810. Laufbahn: 29. Oktober 1800 mit Rang vom 30. Dezember 1800 Generalmajor, 12. Februar 1809 Feldmarschalleutnant
- Georg Christoph von Scheidlin

* 15. Januar 1727 † 14. Februar 1798. Laufbahn: 16. Januar 1790 mit Rang vom 14. Dezember 1789 Generalmajor
- Georg Heinrich Freiherr von Scheither

* 1772 † 22. April 1816. Laufbahn: 7. Januar 1813 Generalmajor
- Franz Kaspar Adrian Graf von Schellart zu Obbendorf, Freiherr zu Gürzenich

† 1701. Laufbahn: pfalz-neuburgischer Generalleutnant; 10. März 1672 kaiserlicher Generalfeldwachtmeister (Titel), 26. August 1691 Feldmarschalleutnant (Titel), 28. Februar 1693 Feldmarschalleutnant
- Joseph Freiherr von Schellenberg

* 1735 † 8. September 1801. Laufbahn: 4. März 1796 mit Rang vom 25. Mai 1794 Generalmajor, 6. März 1800 mit Rang vom 1. September 1799 Feldmarschalleutnant
- Johann Wilhelm Freiherr von Schellerer

† 1784. Laufbahn: 10. August 1767 mit Rang vom 5. August 1761 Generalfeldwachtmeister
- Lothar Freiherr von Schengen

* ? † ?. Laufbahn: 10. Januar 1753 Generalfeldwachtmeister
- Albrecht Franz Freiherr von Scherzer

* ? † ?. Laufbahn: 20. Januar 1705 Generalfeldwachtmeister
- Leopold Eugen Freiherr von Scherzer

† 1754. Laufbahn: 24. September 1746 Generalfeldwachtmeister
- Gotthard Raphael Graf Schilling von Schillingshof

* 26. Juni 1729 -1./2. Dezember 1797. Laufbahn: 1776 mit Rang vom 27. November 1776 Generalmajor
- Haimard Johann Freiherr von Schilling

* gefallen bei Peterwardein 5. August 1716. Lebenslauf: 10. Mai 1716 Generalfeldwachtmeister
- Johann Ritter von Schindler

† 1790. Laufbahn: 19. Juli 1786 mit Rang vom 12. Juli 1786 Generalmajor
- Friedrich Johann Freiherr von Baer, Herr zu Schlangenburg

† 15. Dezember 1713. Lebenslauf: 1683 niederländischer Generalmajor, 1692 Generalleutnant, 1704 General der Infanterie; 17. Juli 1692 kaiserlicher Feldmarschalleutnant
- Moritz Gerhard Freiherr Schlaun von Linden

* 11. Oktober 1742 † 21. September 1825. Laufbahn: 29. August 1787 mit Rang vom 26. August 1787 Generalmajor, 29. Dezember 1793 mit Rang vom 26. November 1793 Feldmarschalleutnant, 7. Mai 1808 Feldzeugmeister (Charakter) und im Ruhestand
- Jakob Freiherr von Schleepusch

† 24. September 1675. Laufbahn: 1. Oktober 1666 Generalfeldwachtmeister (Titel)
- Thomas Schlegelhofer von Hofenstein

* um 1739 † 4. Juli 1799. Laufbahn: 1. Januar 1794 mit Rang vom 26. Dezember 1793 Generalmajor, 1. Februar 1799 im Ruhestand, 2. Februar 1799 Feldmarschalleutnant-Charakter
- Friedrich Wilhelm Prinz von Schleswig-Holstein-Beck

* 2. Mai 1682 † 26. Juni 1719 (verw. Francavilla). Laufbahn: 4. April 1711 Generalfeldwachtmeister, 3. Juni 1716 Feldmarschalleutnant
- Johann Adolf Herzog von Schleswig-Holstein-Plön

* 8. April 1634 † 2. Juli 1704. Laufbahn: 18. Juli 1664 Generalfeldwachtmeister, 31. Dezember 1668 Feldmarschalleutnant, 3. März 1676 Feldmarschall; 1674 braunschweig-lüneburgischer (kurhannoverscher) Feldmarschall; 20. Januar 1676 dänischer Feldmarschall; 7. September 1693 niederländischer Feldmarschall
- Georg Christian Prinz von Schleswig-Holstein-Sonderburg

* 31. Dezember 1653 † 19. August 1691(⚔ bei Szlankamen). Laufbahn: 20. März 1689 Generalfeldwachtmeister
- Friedrich Herzog von Schleswig-Holstein-Wiesenburg

* 2. Februar 1652 † 7. Oktober 1724. Laufbahn: 5. Februar 1676 Generalfeldwachtmeister, 19. August 1687 General der Kavallerie (Titel), 9. März 1689 General der Kavallerie, 7. Juni 1696 Feldmarschall
- Philipp Ludwig Herzog von Schleswig-Holstein-Wiesenburg

* 27. Oktober 1620 † 10. März 1689. Laufbahn: 21. März 1649 Feldmarschalleutnant
- Waldemar Christian Graf von Schleswig-Holstein

* 26. Juni 1622 † 29. Februar 1656. Laufbahn: 30. März 1649 Feldmarschalleutnant
- Karl Christian August Prinz von Schleswig-Holstein-Sonderburg-Augustenburg

* 9. Juli 1768 † 28. Mai 1810. Laufbahn: 1790 dänischer Generalmajor, 30. Juni 1808 Feldmarschall; 12. Mai 1799 mit Rang vom 30. April 1799 k.k. Generalmajor
- Christoph Friedrich von Schlieben

† Febr. 1738. Laufbahn: 24. Juni 1692 Generalfeldwachtmeister (Titel)
- Heinrich IV. Graf von Schlik zu Bassano und Weißkirchen

* 1580 † 5. Januar 1650. Laufbahn: 15. Januar 1626 Feldzeugmeister, 2. Juni 1627 Feldmarschall, Hofkriegsrat-Präsident.
- Leopold Anton Joseph Graf Schlik zu Bassano und Weißkirchen

* 10. Juni  (7. ?) 1663 † 10. April 1723. Laufbahn: 20. Juni 1692 Generalfeldwachtmeister, 23. Januar 1700 Feldmarschalleutnant, 2. Mai 1704 General der Kavallerie, 15. Juni 1707 Feldmarschall
- Johann Freiherr Schmelzern von Wildmannsegg

* 1761 † 16. März 1831. Laufbahn: 2. September 1809 Generalmajor
- August Hannibal Freiherr von Schmertzing

* 1725 † 16. April 1797. Laufbahn: 1. Mai 1773 mit Rang vom 13. August 1770 Generalmajor
- Friedrich Hannibal Freiherr von Schmertzing

* 4./8. Dezember 1693 † 24. Februar 1762. Laufbahn: 8. Juni 1742 Generalfeldwachtmeister, 28. Juni 1746 Feldmarschalleutnant, 12. Juni 1754 mit Rang vom 10. Dezember 1748 General der Kavallerie; 1. Dezember 1743 preußischer Generalleutnant
- Gottlob Friedrich Hannibal Freiherr von Schmertzing

* 17. November 1738 – 29. Oktober 1795. Laufbahn: 8. Dezember 1787 mit Rang vom 8. Dezember 1787 Generalmajor, 29. Dezember 1793 mit Rang vom 8. Dezember 1793 Feldmarschalleutnant
- Samuel Graf von Schmettau

* 26. März / 6. April 1684 † 18. August 1751. Laufbahn: 22. März 1719 Generalfeldwachtmeister, 27. Oktober 1733 Feldmarschalleutnant, 15. April 1735 Feldzeugmeister, 3. April 1741 Feldmarschall; 12. Juni 1741 preußischer Generalfeldmarschall
- Kaspar Schmid von Goldenberg

* 1677 † 10. Mai 1745. Laufbahn: 30. Oktober 1736 Generalfeldwachtmeister
- Adam Christian Freiherr von Schmidlin

* ? † ?. Laufbahn: 5. Dezember 1801 Generalmajor
- Johann Freiherr Schmidt von Ehrenfels

† 1680. Laufbahn: 10. Juni 1675 Generalfeldwachtmeister
- Andreas von Schmidt

* ? † ?. Laufbahn: 15. September 1759 Generalfeldwachtmeister
- Friedrich Freiherr von Schmidt

† 1771. Laufbahn: 23. Juli 1758 mit Rang vom 13. Juni 1757 Generalfeldwachtmeister
- Joseph Freiherr von Schmidt

* 1760 † 18. April 1810. Laufbahn: 12. Februar 1809 Generalmajor, 1810 im Ruhestand
- Johann Freiherr von Schmidtfeld

* 23. Februar 1731 † 1795. Laufbahn: 10. April 1783 mit Rang vom 16. Februar 1783 Generalmajor, 13. November 1788 mit Rang vom 7. November 1788 Feldmarschalleutnant
- Johann Heinrich von Schmitt

* 1743 † (gefallen bei Dürnstein) 11. November 1805. Laufbahn: 6. September 1796 mit Rang vom 10. Juni 1796 Generalmajor, 1. März 1800 mit Rang vom 2. März 1800 Feldmarschalleutnant
- Franz Philipp von Schneid

† 1790. Laufbahn: 9. März 1752 Generalfeldwachtmeister
- Franz Freiherr von Schneidau

* ? † ?. Laufbahn: 7. August 1664 Generalfeldwachtmeister
- Joseph Leopold Freiherr Schneidauer von Streitkolben

† 18. Mai 1807. Laufbahn: 16. Januar 1790 mit Rang vom 13. Januar 1790 Generalmajor, 9. August 1803 Feldmarschalleutnant; 1794 im Ruhestand
- Anton Karl von Schneider

† 26. Juni 1809. Laufbahn: 27. Februar 1793 mit Rang vom 25. Juni 1791 Generalmajor, 1801 im Ruhestand
- Andreas von Schneller

* 1755 † 16. März 1840. Laufbahn: 15. August 1808 mit Rang vom 14. September 1805 Generalmajor, 27. April 1813 Feldmarschalleutnant, 11. Januar 1830 General der Kavallerie, 8. Februar 1836 im Ruhestand
- Johann Philipp Graf von Schönborn

* 1642 † 1. April 1703. Laufbahn: kurmainzischer Generalfeldmarschall; 10. Juni 1700 kaiserlicher Feldmarschalleutnant
- Anselm Franz Graf von Schönborn-Puchheim

* 4. Juni 1681 † 10. Juli 1726. Laufbahn: 30. Dezember 1708 Generalfeldwachtmeister, 2. Juni 1716 Feldmarschalleutnant, 30. Oktober 1723 General der Kavallerie
- Joachim von Schönfuß

† 18. November 1820. Laufbahn: 1810 Generalmajor und im Ruhestand
- Friedrich Schönowsky von Schönwies

* 1717 † 19. September 1791. Laufbahn: 1. Mai 1773 mit Rang vom 30. Januar 1770 Generalmajor
- Johann von Schönthal

† 13. Februar 1814. Laufbahn: 1. September 1805 mit Rang vom 12. Januar 1804 Generalmajor, 1812 in Ruhestand
- Johann Georg Freiherr Schram von Otterfeld

† April 1735. Laufbahn: 11. November 1723 Generalfeldwachtmeister, 24. November 1733 Feldmarschalleutnant
- Franz von Schreger

* ? † ?. Laufbahn: 7. August 1753 Generalfeldwachtmeister
- Johann Schröckinger von Neudenberg

† 26. Juli 1808. Laufbahn: 6. (26. ?) März 1800 mit Rang vom 22. April 1800 Generalmajor, 1805 im Ruhestand
- Wilhelm Johann Freiherr Schröder von Lilienhof

* um 1719 † 15. Januar 1800. Laufbahn: 19. Januar 1771 mit Rang vom 28. September 1761 Generalmajor, 25. April 1775 mit Rang vom 25. Dezember 1774 Feldmarschalleutnant, Aug. 1795 mit Rang vom 26. April 1794 Feldzeugmeister
- Albrecht Heinrich Schröder

† 1779. Laufbahn: 1. April 1772 mit Rang vom 8. August 1771 Generalmajor
- Gottfried Johann Freiherr von Schröder

* um 1735 † 18. Februar 1807. Laufbahn: 9. September 1786 mit Rang vom 31. August 1786 Generalmajor, 27. Februar 1793 mit Rang vom 24. Februar 1793 Feldmarschalleutnant, 1796 und 1806 im Ruhestand
- Karl Friedrich Freiherr von Schröder

* um 1725 † 22. Mai 1809. Laufbahn: 8. Mai 1772 mit Rang vom 1. Juli 1770 Generalmajor, 15. Mai 1784 mit Rang vom 9. Mai 1784 Feldmarschalleutnant, 1795 im Ruhestand
- Anton Freiherr Schubirz von Chobinie

* 21./22. Dezember 1748 † 11. Juni 1801. Laufbahn: 4. März 1796 mit Rang vom 3. Oktober 1794 Generalmajor, 1798 im Ruhestand
- Franz Freiherr von Schuhay

* 1747 † 28. September 1818. Laufbahn: 29. Oktober 1800 mit Rang vom 21. Dezember 1800 Generalmajor, 12. Februar 1809 Feldmarschalleutnant
- Georg Maximilian von Schuhknecht

† April 1732. Laufbahn: 9. Oktober 1723 Generalfeldwachtmeister
- Ferdinand Ludwig Graf von der Schulenburg-Oeynhausen

* 1700/01 † 16. Februar 1754. Laufbahn: 30. März 1735 Generalfeldwachtmeister, 18. August 1739 Feldmarschalleutnant, 13. Juli 1745 Feldzeugmeister
- Leopold Schuller de Ráad

† 1794. Laufbahn: 19. Januar 1771 mit Rang vom 23. Januar 1765 Generalmajor
- Johann Valentin Graf von Schultz

† 1686. Laufbahn: 23. August 1674 Generalfeldwachtmeister, 11. Februar 1682 Feldmarschalleutnant, 18. April 1685 General der Kavallerie
- Johann Schulz von Leichtenthal

* um 1736 † 15. Februar 1802. Laufbahn: 5. März 1793 mit Rang vom 3. Juli 1793 Generalmajor, 5. Juli 1797 mit Rang vom 15. November 1795 Feldmarschalleutnant, 1801 im Ruhestand
- Franz Schulz von Rothacker

† 12. Dezember 1810. Laufbahn: 23. Juni 1808 mit Rang vom 4. September 1805 Generalmajor
- Emanuel Freiherr Schustekh von Hervé

* 10. Oktober 1752 (11. Juli 1750 ?) † 2. Juni 1827. Laufbahn: 29. Oktober 1800 mit Rang vom 24. November 1800 Generalmajor, 14. August 1808 Feldmarschalleutnant
- Georg Schütz von Pürschütz und Geislingen

* ? † 1681. Laufbahn: 25. April 1664 Generalfeldwachtmeister
- Joseph Freiherr Schwäger von Hohenbruck

* 25. April 1752 † 5. März 1834. Laufbahn: 15. August 1808 mit Rang vom 2. September 1805 Generalmajor, 27. April 1813 Feldmarschalleutnant
- Johann Veith Sartorius Freiherr von Schwanenfeldt,
- : * ? † ?. Laufbahn: 25. Juni 1701 Generalfeldwachtmeister (Titel)

- Elias Schwartz von Schwartzfeulen

† 1789. Laufbahn: 3. Juli 1787 mit Rang vom 27. Juni 1787 Generalmajor
- Andreas von Schwartze

† 1710. Laufbahn: münsterischer Generalleutnant; 22. März 1707 kaiserlicher Feldzeugmeister
- Johann Georg Freiherr Streun von Schwartzenau

* ... -.... Laufbahn: 23. Juli 1706 Generalfeldwachtmeister
- Karl Philipp Johann Nepomucen Joseph Fürst von Schwarzenberg, Herzog von Krumau, Landgraf im Kleggau

* 15. April 1771 † 15. Oktober 1820. Laufbahn: 6. September 1796 mit Rang vom 10. August 1796 Generalmajor, 4. September 1800 mit Rang vom 3. September 1800 Feldmarschalleutnant, 26. September 1809 General der Kavallerie, 2. Oktober 1812 Feldmarschall
- Johann Franz Ritter von Schwarzinger

* 1737 † 11. März 1808. Laufbahn: 27. April 1800 mit Rang vom 20. April 1800 Generalmajor, 1807 im Ruhestand
- Philipp Bogislav Freiherr von Schwerin

* 7. Januar 1687 † 20. März 1736. Laufbahn: 9. November 1715 schwedischer Generalmajor; 1730 russischer Generalleutnant; 16. April 1731 kaiserlicher Feldmarschalleutnant
- Don Juan Bautista Conde de Scotti

† 15. März 1747. Laufbahn: 7. Dezember 1733 Generalfeldwachtmeister
- Johann Gottfried von Sebisch

* 1646 † 1720. Laufbahn: 25. Februar 1702 Generalfeldwachtmeister, 12. März 1709 Feldmarschalleutnant (Titel)
- Franz Ludwig Freiherr Sebottendorf von der Rose

* 22. November 1741 † 6. Mai 1822. Laufbahn: 11. Juni 1794 mit Rang vom 4. April 1794 Generalmajor, 6. März 1800 mit Rang vom 5. September 1799 Feldmarschalleutnant, 1805 im Ruhestand
- Ignaz Anton Freiherr Sebottendorf von der Rose

* 13. Juni 1749 † 4. November 1821. Laufbahn: 20. Juni 1807 mit Rang vom 12. Juni 1805 Generalmajor, 7. Oktober 1815 im Ruhestand
- Karl Philipp Freiherr Sebottendorf von der Rose

* 17. September 1740 † 11. April 1818. Laufbahn: 27. Februar 1793 Generalmajor, 4. März 1796 mit Rang vom 4. Januar 1796 Feldmarschalleutnant
- Johann Freiherr Sechter von Hermannstein

* 1739 † 3. November 1815. Laufbahn: 18. November 1799 mit Rang vom 20. Dezember 1799 Generalmajor
- Wilhelm Friedrich Freiherr von Seckendorf

* 16. September 1698 † 1773. Laufbahn: kurbayerischer Feldmarschalleutnant; 28. Mai 1761 mit Rang vom 26. März 1758 kaiserlicher Generalfeldwachtmeister
- Friedrich Alexander Wilhelm Freiherr von Seckendorf-Aberdar

* 2. August 1743 † 11. Juni 1814. Laufbahn: 1. Mai 1794 mit Rang vom 30. Mai 1794 Generalmajor, 2. Oktober 1799 mit Rang vom 12. September 1799 Feldmarschalleutnant
- Karl Ludwig Freiherr von Seckendorff-Aberdar

* 10. Oktober 1717 † 1793. Laufbahn: 11. Februar 1759 mit Rang vom 16. März 1758 Generalfeldwachtmeister
- Friedrich Heinrich Graf von Seckendorf-Gudent

* 5. Juli 1673 † 23. November 1763. Laufbahn: September 1709 kursächsischer Generalmajor, 1714 Generalleutnant, später General der Infanterie; 7. Mai 1717 kaiserlicher Feldmarschalleutnant, 11. November 1723 Feldzeugmeister, 21. Mai 1737 Feldmarschall; 7. Oktober 1731 Reichsgeneral der Kavallerie; 22. Mai 1742 kaiserlich (bayerischer) Feldmarschall; Abschied am 1. Dezember 1744; 20. Juli 1747 als kaiserlich (österreichischer) Feldmarschall bestellt
- Arsenius Freiherr Secsujatz von Heldenfeld

* 1720 † 13. Januar 1814. Laufbahn: 10. April 1783 mit Rang vom 24. Februar 1783 Generalmajor
- Wenzel von Seddeler

† 9. Mai 1810. Laufbahn: 16. Januar 1790 mit Rang vom 28. Dezember 1789 Generalmajor
- Karl Ludwig Freiherr von Seebach

* um 1666 † 31. März 1736. Laufbahn: 6. Februar 1734 Generalfeldwachtmeister
- Johann Tobias Freiherr Seeger von Dürrenberg

* 8. Mai 1728 † 11. Juni 1793. Laufbahn: 7. November 1779 mit Rang vom 5. November 1779 Generalmajor, 6. Februar 1789 mit Rang vom 2. Februar 1789 Feldmarschalleutnant
- Karl Freiherr Seenus von Freudenberg

* ? † 1. Januar 1805. Laufbahn: 9. November 1781 mit Rang vom 4. November 1781 Generalmajor
- Karl Freiherr Seenuß von Freudenberg

† 1763. Laufbahn: 20. November 1745 Generalfeldwachtmeister
- Johann Baptist Peter Paul Nikolaus von Seethal

* 30. Juni 1767 † 30./31. Dezember 1840. Laufbahn: 27. November 1812 Generalmajor, 7. Oktober 1815 im Ruhestand
- Jacques-Marie-Blaise Chevalier de Segond de Sederon

* 1758 † 24. August 1832. Laufbahn: Ende 1792 französischer Maréchal de camp; 1. März 1804 mit Rang vom 19. März 1804 k.k. Generalmajor, 1811 quittiert
- Johann Christoph Freiherr von Seherr-Thoß

* 17. Februar 1670 † 14. Januar 1743. Laufbahn: 10. Oktober 1723 Generalfeldwachtmeister, 6. November 1733 Feldmarschalleutnant, 23. April 1735 General der Kavallerie, 3. Juli / 9.1739 Feldmarschall
- Maximilian Willibald Graf von Seiboltsdorff

* gefallen bei vor Belgrad 7. September 1693. Laufbahn: kurbayerischer Feldmarschalleutnant; 9. Juli 1693 kaiserlicher Feldmarschalleutnant
- Karl von Senitz

† 28. Mai 1807. Laufbahn: 14. September 1790 Generalmajor
- Paul Maria Joseph Freiherr von Senitzer

* 1760/61 † 20. Juni 1830. Laufbahn: 27. Februar 1814 Generalmajor
- Emmerich Graf Sennyey von Kis-Sennye

† 1774. Laufbahn: 19. Januar  (7. ?) 1771 mit Rang vom 20. April 1765 Generalmajor
- Fabricio Graf von Serbelloni

† 18. März 1800. Laufbahn: 6. März 1800 mit Rang vom 18. April 1800 Generalmajor
- Johann Baptist Graf von Serbelloni

* 1694/97 † 7. September 1778. Laufbahn: 16. Januar 1742 Generalfeldwachtmeister, 14. November 1746 Feldmarschalleutnant, 12. Juni 1754 mit Rang vom 9. Dezember 1748 General der Kavallerie, 11. Mai 1758 Feldmarschall
- Anton Amand Graf Serényi von Kis-Serény

† 20. Februar 1738. Laufbahn: 7. Oder 27. Juli 1709 Generalfeldwachtmeister (Titel)
- Franz Joseph Graf Serényi von Kis-Serény

† 23. Juni 1705. Laufbahn: 26. Januar 1700 Generalfeldwachtmeister, 22. April 1704 Feldmarschalleutnant
- Johann Karl Graf Serényi von Kis-Serény

* 1640 † 5. Januar 1691. Laufbahn: 30. Juni 1682 Generalfeldwachtmeister, 1. Dezember 1683 Feldmarschalleutnant, 18. März 1684 Feldzeugmeister, 5. März 1689 Feldmarschall; 25. Dezember 1683 kurbayerischer Feldzeugmeister
- Paul Anton Graf von Seriman

* 1714/20 † 6. August  (7. Juli  ?) 1789. Laufbahn: 31. Januar 1770 mit Rang vom 27. August 1761 Generalmajor, 1770 im Ruhestand
- Peter Troylus Graf Sermage de Szomszedvár, Medvedgrad und Topolovec

* 1722 † 1771. Laufbahn: 15. Dezember 1761 Generalfeldwachtmeister
- Filippo Conte di Severoli

* 1767 † 6. Oktober 1822. Laufbahn: 1800 italienischer Brigadegeneral, dann DG; 1815 k.k. Feldmarschalleutnant, 12. März 1822 im Ruhestand
- Damian Johann Philipp Freiherr von Sickingen

* 1665 † 1. Juli 1730. Laufbahn: 12. April 1705 Generalfeldwachtmeister, 14. April 1708 Feldmarschalleutnant, 15. Mai 1716 Feldzeugmeister, 18. Oktober 1723 Feldmarschall
- Joseph Graf von Sierakowski

† 12. November 1801. Laufbahn: 23. Dezember 1790 mit Rang vom 5. Januar 1791 Generalmajor
- Georg Freiherr Silly de Domló

† 16. April 1806. Laufbahn: 6. Juli 1786 mit Rang vom 2. Juli 1786 Generalmajor
- Joseph Anton Freiherr von Simbschen

* 6. Oktober 1746 † 14. Januar 1820. Laufbahn: 9. Dezember 1795 mit Rang vom 22. Mai 1794 Generalmajor, 6. März 1800 mit Rang vom 10. September 1799 Feldmarschalleutnant, 3. August 1809 Feldzeugmeister, 1810 im Ruhestand
- Joseph Karl Freiherr von Simbschen

† 1763. Laufbahn: 30. April 1758 Generalfeldwachtmeister, 1762 Feldmarschalleutnant
- Georg Simonyi von Simony und Varsány

* ? † ?. Laufbahn: 19. Januar 1771 mit Rang vom 31. August 1761 Generalmajor
- Freiherr Claudius von Sincère

* 1696 † 4. Juni 1769. Laufbahn: 31. Juli 1745 Generalfeldwachtmeister, 21. Oktober 1756 Feldmarschalleutnant, 17. Februar 1758 mit Rang vom 20. Dezember 1757 Feldzeugmeister
- Augustin Joachim Graf von Sintzendorff

* 1671 † 11. März 1707. Laufbahn: 30. April 1705 Generalfeldwachtmeister
- Oktavian Karl Graf von Sintzendorff

* 10. September 1702 † 19. Juli 1767. Laufbahn: 30. Januar 1741 Generalfeldwachtmeister
- Johann Philipp Norbert Reichserbschatzmeister und Graf von Sinzendorff

* 6. Juni 1717 † 10. Januar 1779. Laufbahn: 12. Januar 1762 mit Rang vom 11.,12.1757 Generalfeldwachtmeister
- Rudolf Graf von Sinzendorff

* 8. April 1757 † 15. Mai 1811/12. Laufbahn: 1. September 1805 mit Rang vom 29. März 1805 Generalmajor, 1810 im Ruhestand
- Peter von Siré

† 2. August 1816. Laufbahn: 28. März 1808 mit Rang vom 2. Juli 1805 Generalmajor, 23. Oktober 1814 Feldmarschalleutnant (Charakter) und im Ruhestand
- Joseph Graf von Siskovics

* 1719 † 4. Februar 1783. Laufbahn: 26. Juni 1757 Generalfeldwachtmeister, 29. November 1759 Feldmarschalleutnant, 25. Januar 1767 mit Rang vom 18. Dezember 1766 Feldzeugmeister
- Johann Ferdinand Freiherr von Skal und Groß-Ellguth

* 23. Januar 1744 † 26. Mai 1810. Laufbahn: 3. September 1799 mit Rang vom 1. September 1799 Generalmajor, 1. September 1805 mit Rang vom 19. September 1805 Feldmarschalleutnant
- Johann Skaricza von Ratkócz

† 12. Januar 1804. Laufbahn: 11. Juli 1798 mit Rang vom 2. Juli 1798 Generalmajor
- Gabriel Skerlecz von Lomnitza

* ? † ?. Laufbahn: 25. Juli 1762 Generalfeldwachtmeister
- Heinrich Freiherr Smakers de Miremont

† 6. Januar 1805. Laufbahn: 15. Februar 1786 mit Rang vom 11. Februar 1786 Generalmajor, 27. Februar 1793 mit Rang vom 15. Februar 1793 Feldmarschalleutnant
- Joseph Freiherr von Smola

* 3. Juli  (12. Juni ?) 1764 † 29. November 1820. Laufbahn: 27. April 1813 Generalmajor
- Anton Sobietitzky von Sobietitz

† 18. Mai 1805. Laufbahn: 22. Oktober 1795 mit Rang vom 21. Mai 1794 Generalmajor
- Laurenz Viktor Graf von Solari

* gefallen bei Castelnuovo 11. Januar 1704. Laufbahn: 26. Dezember 1700 Generalfeldwachtmeister
- Joseph Graf von Solaroli

† 19. Mai 1805. Laufbahn: 22. Juli 1799 mit Rang vom 16. Juli 1799 Generalmajor
- Hannibal Marchese di Sommariva

* 10. März 1755 † 10. Juli 1829. Laufbahn: 2. Oktober 1799 mit Rang vom 10. November 1799 Generalmajor, 1. Januar 1807 Feldmarschalleutnant, 21. Januar 1817 General der Kavallerie
- Joseph Marchese di Sommariva

* ? † ?. Laufbahn: 20. Mai 1742 Generalfeldwachtmeister, 1754 mit Rang vom 15. Juli 1752 Feldmarschalleutnant
- Carl Christian von Sommerfeldt

* 15. Oktober 1650 † 15. Oktober  (!) 1711, 1690. Laufbahn: Kurbraunschweig-lüneburgischer Generalmajor, 1695 Generalleutnant, 1705 Feldzeugmeister; 18. Juli 1692 mit Rang vom 15. August 1692 kaiserlicher Generalfeldwachtmeister
- Franz Somogyi von Medgyes

* ? † 1775. Laufbahn: 19. Januar 1771 mit Rang vom 10. Februar 1760 Generalmajor
- Prokop Sonntag von Sonnenstein

* ? † 27. Januar 1819. Laufbahn: 1. Februar 1809 Generalmajor und im Ruhestand
- Michael von Soreth

* ? † 9. September 1810. Laufbahn: 16. Januar 1810 Generalmajor
- Andreas Freiherr von Soriot de L’Hoste

* 1767 † 3. August 1831. Laufbahn: 26. September 1809 Generalmajor, 1809 im Ruhestand
- Antonio Conte di Sormani

* 1657 † Aug. 1731. Laufbahn: 1708 spanisch-habsburgischer Generalwagenmeister, 1710 Feldmarschalleutnant; 11. Mai 1716 kaiserlicher General der Kavallerie, 15. Oktober 1723 Feldmarschall
- Johann Graf von Soro

* 1730 † 18. Februar 1809. Laufbahn: 12. November 1768 mit Rang vom 12. Januar 1760 Generalfeldwachtmeister, 7. Oktober 1788 mit Rang vom 1. Oktober 1788 Feldmarschalleutnant, 24. April 1805 mit Rang vom 24. April 1805 Feldzeugmeister
- Johann Sebastian Graf von Soro

* ? † 1760/61. Laufbahn: 10. Juni 1752 Generalfeldwachtmeister, 3. Januar 1759 Feldmarschalleutnant
- Karl Ludwig Graf de Souches

* 19. August 1691 † ? (⚔ bei Szlankamen?) Laufbahn: 1. Februar 1683 Generalfeldwachtmeister, 11. September 1685 Feldmarschalleutnant, 1. März 1689 Feldzeugmeister
- Louis Raduit, Graf de Souches

* 1608 † 6. August 1682. Laufbahn: 27. Oktober 1645 Generalfeldwachtmeister, 8. September 1648 Feldmarschalleutnant, 12. Januar 1658 Feldzeugmeister, 20. Januar 1664 Feldmarschall
- Karl Joseph Soudain von Niederwerth

* 6. Juni 1743 † 3. Februar 1831. Laufbahn: 1. September 1805 mit Rang vom 6. Februar 1804 Generalmajor, 9. Februar 1806 im Ruhestand, 1812 aus den Listen gestrichen
- Achilles von Precipiano, Freiherr von Soye

* ? † 1642 (⚔ bei Breitenfeld). Laufbahn: 21. Juni 1639 Generalfeldwachtmeister
- Philipp Emmanuel von Precipiano, Freiherr von Soye

* ? † ?. Laufbahn: 7. Oktober 1677 Generalfeldwachtmeister
- Johann Wenzel Soyer von Brugspurg und Edling

† 1763. Laufbahn: 9. Juli 1745 Generalfeldwachtmeister
- Alerano di Spada

† 1778. Laufbahn: 19. Januar 1771 mit Rang vom 29. Januar 1760 Generalmajor
- Matteo Marchese di Spada

* ? † ?. Laufbahn: 17. Juni 1742 Generalfeldwachtmeister, 7. August 1751 Feldmarschalleutnant, 18. Januar 1758 General der Kavallerie
- Jakob Robert von Spallart

* ? † ?. Laufbahn: 7. Dezember 1757 Generalfeldwachtmeister, 15. April 1764 mit Rang vom 1. Juni 1759 Feldmarschalleutnant
- Karl Joseph Graf Spangen von Uyternesse

* 5. August 1763 † 1. April 1824. Laufbahn: 1. September 1805 mit Rang vom 12. Februar 1804 Generalmajor, 1806 im Ruhestand
- Lelio Freiherr von Spannocchi

* 11. Januar 1739 † 28. Juli 1809. Laufbahn: 2. Oktober 1799 mit Rang vom 21. Oktober 1799 Generalmajor, 13. April 1806 Feldmarschalleutnant, 1806 im Ruhestand
- Paris Freiherr von Spantkow (Spankau)

* 1600 † 13. Juli 1675. Laufbahn: 28. März 1670 Generalfeldwachtmeister
- Ernst Georg Graf von Sparr

* 1596 † Juni/Sept. 1666. Laufbahn: 11. Juli 1632 Generalfeldwachtmeister, 1633 Feldzeugmeister; polnischer General
- Georg Friedrich Graf von Sparr

* 12. März 1625 † 12. März  (!) 1676, 1669 venezianischer General; 4. November 1672 kaiserlicher Feldmarschalleutnant
- Ladislaus Graf von Sparr

† um 1672. Laufbahn: 11. Juli 1667 Generalfeldwachtmeister
- Freiherr Otto Christoph von Sparr

* 13. November 1599 † 9. Mai 1668. Laufbahn: 1644 Generalfeldwachtmeister; 14. März 1648 westfälischer Kreis-Obrist, 1649 kurkölnischer Generalwagenmeister; 22. September 1649 kaiserlicher Feldzeugmeister, 14. Juni  (8. Oktober  ?) 1649 kurbrandenburgischer Generalmajor, 9. Juli 1651 General-Feldzeugmeister, 26. Juni 1657 Generalfeldmarschall; 10. Januar 1664 kaiserlicher Feldmarschall
- Joseph von Specht

* um 1737 † 4. Juli 1804. Laufbahn: 22. Februar 1794 mit Rang vom 10. Februar 1794 Generalmajor, 1796 im Ruhestand
- Klaus Dietrich Freiherr von Sperreuter

* um 1600 † 9./20. Januar 1653. Laufbahn: 1634 schwedischer Generalmajor; 1. März 1636 kaiserlicher Generalfeldwachtmeister; 1645 kurbayerischer Generalwagenmeister, 1647 venezianischer General
- Sebastian Franz Solan Freiherr Speth von Zwiefalten

* 1754 † 3. April 1812. Laufbahn: 1. September 1805 mit Rang vom 15. November 1803 Generalmajor, 25. August 1809 Feldmarschalleutnant
- Lukas Ritter von Spieckh zu Uibergau und Langenau

† 1664. Laufbahn: 18. Januar 1659 Generalfeldwachtmeister
- Leberecht Konrad Karl Freiherr von Spiegel

* 26. November 1731 † 12. Februar 1805. Laufbahn: 4. März 1796 mit Rang vom 26. Mai 1794 Generalmajor, 28. Mai 1798 im Ruhestand
- Joseph von Spiegelberg

* 1743 † 4./10. April 1799. Laufbahn: 4. März 1796 mit Rang vom 15. September 1794 Generalmajor
- Giovanni Battista Marchese Spinola

* um 1637 † nach 1701. Laufbahn: General der Galeeren; 21. Juli 1698 Generalfeldwachtmeister (Titel)
- Albert Gaston Spinola, Graf von Bruay

† 1645 (verw. Jankau 6. März ). Laufbahn: 1. April 1639 Generalfeldwachtmeister, 29. März 1644 Feldmarschalleutnant
- Franz Freiherr Splényi von Miháldy

* 17. November 1774 † (2)9. Januar 1829. Laufbahn: 24. Mai 1809 Generalmajor, 30. April 1815 Feldmarschalleutnant, 23. Februar 1828 im Ruhestand
- Gabriel Anton Freiherr Splényi von Miháldy

* 1690 † 1762. Laufbahn: 18. April 1735 Generalfeldwachtmeister, 8. Februar 1742 Feldmarschalleutnant, 12. Juni 1754 mit Rang vom 23. November 1748 General der Kavallerie
- Gabriel Freiherr Splényi von Miháldy

* 2. Oktober 1734 † 1. April 1818. Laufbahn: 1. Mai 1773 mit Rang vom 25. August 1770 Generalmajor, 28. März 1785 mit Rang vom 26. März 1785 Feldmarschalleutnant, 1794 Absch.
- Ignaz Pankraz Galeaz Freiherr Splényi von Miháldy

* 3./30. April 1772 † 20. März 1840. Laufbahn: 12. Februar 1809 Generalmajor, 26. Juli 1813 Feldmarschalleutnant, 21. Oktober 1830 General der Kavallerie
- Johann Ladislaus Freiherr Splényi von Miháldy

* 1656 † 1730. Laufbahn: 5. Mai 1716 Generalfeldwachtmeister, 12. Oktober 1723 Feldmarschalleutnant
- Ladislaus Ignaz Freiherr Splényi von Miháldy

* 1726 † .... Laufbahn: 19. Januar 1771 mit Rang vom 24. Juni 1765 Generalmajor
- Michael Freiherr Splényi von Miháldy

* 1740 † 17. August 1809. Laufbahn: 9. August 1779 mit Rang vom 3. Oktober 1779 Generalmajor, 13. Mai 1796 mit Rang vom 15. Januar 1794 Feldmarschalleutnant
- Johann Graf von Sporck

* 1595 † 6. August 1679. Laufbahn: 11. Juli 1646 kurbayerischer Generalwagenmeister; 16. Juli 1647 kaiserlicher Feldmarschalleutnant, 26. August 1664 General der Kavallerie
- Graf Johann Rudolf von Sporck

* 27. November 1755 † 10. Februar 1806. Laufbahn: 1. Januar 1794 mit Rang vom 17. Dezember 1793 Generalmajor, 1. März 1797 mit Rang vom 28. Februar 1797 Feldmarschalleutnant
- Salomon Sprecher von Bernegg

* 14. Dezember 1697 † 19. September 1758. Laufbahn: 4. Juli 1745 Generalfeldwachtmeister, 1754 mit Rang vom 9. August 1752 Feldmarschalleutnant
- Johann Friedrich Edler von Sprung

† 6. Juni 1732. Laufbahn: 7. Juli 1728 Generalfeldwachtmeister
- Joseph Plazidus Freiherr Staader von Adelsheim

* 1738 † 12. November 1808. Laufbahn: 15. Mai 1784 mit Rang vom 11. Mai 1784 Generalmajor, 24. März 1790 Feldmarschalleutnant, 8. April 1793 Reichsgeneralfeldmarschall-Leutnant, 1. März 1801 mit Rang vom 26. Februar 1801 Feldzeugmeister, 1801 im Ruhestand
- Freiherr Johann Kaspar von Stadion, Hoch- und Deutschmeister

* 21. Dezember 1567 † 21. November 1641. Laufbahn: Ende 1619 Hofkriegsrat-Präsident (bis Juli 1624) und Oberst von Wien; 1634 Feldmarschall ?
- Ferdinand Freiherr von Stadl

* 14. März 1643 † 20. Mai 1694. Laufbahn: 26. November 1683 Generalfeldwachtmeister, 10. September 1685 Feldmarschalleutnant, 28. Februar 1689 Feldzeugmeister, 15. Mai 1694 Feldmarschall
- Gottfried Freiherr von Stadl

† 29. Mai 1627. Laufbahn: vor 1616 iö. Hofkriegsrat-Präsident, 1619 Generaloberst der kroatischen und Meer-Grenzen
- Ignaz Stadler von Gestirner

* um 1738 † 13. April 1813. Laufbahn: 11. Dezember 1799 mit Rang vom 24. Dezember 1799 Generalmajor und im Ruhestand
- Joseph Freiherr Staël von Holstein

* 2. Oktober 1783 † 11. Dezember 1827. Laufbahn: 29. September 1813 Generalmajor
- Albert von Stahel

* 1753 † 31. Juli 1805. Laufbahn: 29. Oktober 1800 mit Rang vom 28. Oktober 1800 Generalmajor, 1803 im Ruhestand
- Karl Leopold Graf vom Stain zum Rechtenstein

* 24. Dezember 1729 – 5. März 1809. Laufbahn: 28. Februar 1763 mit Rang vom 19. November 1758 Generalfeldwachtmeister, 1. Mai 1773 mit Rang vom 4. Februar 1767 Feldmarschalleutnant, 3. April 1784 mit Rang vom 20. März 1784 Feldzeugmeister
- Ferdinand Heinrich Freiherr vom Stain zum Rechtenstein

† 2. Januar 1738. Laufbahn: 20. Januar 1734 Generalfeldwachtmeister, 21. April 1737 Feldmarschalleutnant
- Franz Xaver Freiherr vom Stain zum Rechtenstein

* 1703 † 1765. Laufbahn: 19. April 1753 Generalfeldwachtmeister
- Jacques-Philipp Marquis de Choiseul, Comte de Stainville

* 6. September 1727 † 2. Juni 1789. Laufbahn: 19. Februar 1759 Generalfeldwachtmeister, 9. März 1760 Feldmarschalleutnant; 18. Mai 1760 französischer Generalleutnant, 13. Juni 1783 Marschall
- Stephan Graf von Stainville

* 166. † 10. Oktober 1720. Laufbahn: 14. April 1704 Generalfeldwachtmeister, 30. Dezember 1705 Feldmarschalleutnant, 29. März 1709 General der Kavallerie, 6. Mai 1717 Feldmarschall
- Kajetan Graf von Stampa

* 8. November 1715 † 16. September 1773. Laufbahn: 23. Januar 1757 Generalfeldwachtmeister, 24. April 1758 mit Rang vom 29. April 1757 Feldmarschalleutnant, 23. September 1771 mit Rang vom 10. Februar 1767 General der Kavallerie
- Franz Karl Maximilian Graf von Stampa, Marchese di Soncino

* 15. Oktober 1685 † 15. Dezember 1751. Laufbahn: 1709 spanischer Generalwagenmeister; 27. März 1729 kaiserlicher Feldmarschalleutnant, 3. April 1734 Feldzeugmeister
- Johann von Stangel

† 3. Dezember 1817. Laufbahn: 20. März 1790 mit Rang vom 13. März 1790 Generalmajor, 30. Dezember 1800 Feldmarschalleutnant, 1802 im Ruhestand
- Aaron Freiherr Stanisavljevich von Wellenstreit

* 1753 † 18./19. August 1833. Laufbahn: 27. April 1813 Generalmajor, 15. Mai 1825 Feldmarschalleutnant, 11. März 1833 im Ruhestand
- Dietrich Christian von Stappel

* 1672 † 3. Februar 1742. Laufbahn: 24. Oktober 1723 Generalfeldwachtmeister, 13. November 1733 Feldmarschalleutnant
- Heinrich Freiherr von Stappel

† 1760. Laufbahn: 22. Juni 1752 Generalfeldwachtmeister
- Karl Starcsynski von Pittkau

* 3. September 1753 † 29. Mai 1816. Laufbahn: 12. Februar 1809 Generalmajor, 1810 im Ruhestand
- Anton Gundacker Graf von Starhemberg

* 26. März 1776 † 12. Oktober 1842. Laufbahn: 6. Oktober 1813 Generalmajor, 25. Juli 1817 im Ruhestand
- Emanuel Johann Michael Graf von Starhemberg

* 2. März 1708 † 21./22. Februar 1771. Laufbahn: 19. März 1742 Generalfeldwachtmeister, 1754 mit Rang vom 14. Juli 1752 Feldmarschalleutnant, 11. April  (11. ?) 1758 Feldzeugmeister
- Erasmus Christoph Graf von Starhemberg

* 5. August 1685 † 19. September 1729. Laufbahn: 15. November 1723 Generalfeldwachtmeister
- Ernst Rüdiger Graf von Starhemberg

* 12. Januar 1638 † 4. Juni 1701. Laufbahn: 24. August 1674 Generalfeldwachtmeister, 23. Oktober 1675 Feldmarschalleutnant, 28. Juli 1682 Feldzeugmeister, 19. September 1683 Feldmarschall
- Guidobald Graf von Starhemberg

* 11. November 1657 † 7. März 1737. Laufbahn: 26. Juli 1689 Generalfeldwachtmeister, 13. Juli 1692 Feldmarschalleutnant, 17. Juni 1695 Feldzeugmeister, 5. Februar 1704 Feldmarschall
- Johann Guidobald Joseph Philipp Graf von Starhemberg

* 4. März 1720 † 17. November 1763. Laufbahn: 10. Januar 1763 mit Rang vom 1. Juli 1760 Generalfeldwachtmeister
- Graf Johann Ludwig Adam von Starhemberg

* 1. November 1717 † 29. August 1778. Laufbahn: 16. Juli 1752 Generalfeldwachtmeister, 28. Juni 1757 Feldmarschalleutnant
- Johann Reichard Graf von Starhemberg

* 1608 † 4. September 1661. Laufbahn: 14. Juli 1657 Generalfeldwachtmeister, 8. August 1660 Feldmarschalleutnant
- Johann Winulf Graf von Starhemberg

* 1710 † 21. Januar 1765. Laufbahn: 1. Juli 1745 Generalfeldwachtmeister, 1754 mit Rang vom 6. August 1752 Feldmarschalleutnant, 5. Juli 1758 Feldzeugmeister
- Joseph Franz Xaver Graf von Starhemberg

* 15. September 1724 † 30. Dezember 1774. Laufbahn: 5. März 1758 Generalfeldwachtmeister
- Graf Maximilian Adam Franz von Starhemberg

* 11. Oktober 1669 † 22. November 1741. Laufbahn: 23. April 1704 Generalfeldwachtmeister, 12. Januar 1706 Feldmarschalleutnant, 6. Mai 1716 Feldzeugmeister, 8. Oktober 1723 Feldmarschall
- Maximilian Lorenz Graf von Starhemberg

† 17. September 1689 (verw. vor Mainz). Laufbahn: 24. Dezember 1674 Generalfeldwachtmeister, 1. August 1682 Feldmarschalleutnant, 14. März 1684 Feldzeugmeister, 1. März 1689 Feldmarschall
- Ottokar Franz Jakob Graf von Starhemberg

* 12. August 1681 † 11. Juli 1733. Laufbahn: 13. Mai 1717 Generalfeldwachtmeister, 15. November 1723 Feldmarschalleutnant
- Joseph von Steffanini di Monte Arione

* um 1763 † 25. Januar 1821. Laufbahn: 17. September 1813 Generalmajor
- August Ernst Freiherr von Steigentesch

* 12. Januar 1774 † 30. Dezember 1826. Laufbahn: 2. Mai 1814 Generalmajor, 16. April 1826 im Ruhestand
- Karl Konrad Freiherr von Stein

* ? † ?. Laufbahn: 30. Dezember 1762 mit Rang vom 17. Oktober 1758 Generalfeldwachtmeister
- Adam Heinrich Graf von Steinau gen. Steinrück

* 1653 † 1712. Laufbahn: 23. Juli 1689 Feldzeugmeister; 23. Juni 1689 kurbayerischer Feldzeugmeister; 1693 venezianischer General; 27. August 1699 kursächsischer Generalfeldmarschall
- Steinbacher

† 28. Mai 1792. Laufbahn: 13. September 1789 mit Rang vom 31. August 1789 Generalmajor
- Franz Anton von Steinberg

† 1730. Laufbahn: 3. Mai 1717 Generalfeldwachtmeister, 13. November 1723 Feldmarschalleutnant
- Karl von Steininger

* 17. August 1772 † 5. Oktober 1841. Laufbahn: 24. Mai 1809 Generalmajor, 21. Januar 1817 Feldmarschalleutnant
- Franz Anton von Steinlöffel

* ? † 1729. Laufbahn: 26. Mai 1716 Generalfeldwachtmeister
- Johann Martin von Steinmann

† 21. Mai 1826. Laufbahn: 27. Februar 1814 Generalmajor, 7. Oktober 1815 im Ruhestand
- Karl Nikolaus Johann Nepomuk Freiherr von Steinmetz

~ 23. August 1719 † 8. November 1798. Laufbahn: 6. Oktober 1781 mit Rang vom 29. September 1781 Generalmajor, 6. Februar 1789 mit Rang vom 5. Februar 1789 Feldmarschalleutnant
- Wilhelm Theodor Freiherr von Steinmetzen

† 19. November 1834. Laufbahn: 6. Mai 1815 Generalmajor Charakter und im Ruhestand
- Karl Heinrich Freiherr von Steinsdorff

* 1653 † 1727 vor 16. Dezember . Laufbahn: 11. Mai 1704 Generalfeldwachtmeister (Titel)
- Rochus Graf von Stella und Santa Croce

* um 1670 † 15. Oktober 1720. Laufbahn: 20. Januar 1709 Generalfeldwachtmeister, 1. Juni 1716 Feldmarschalleutnant
- Franz Freiherr von Stentzsch

† 1789. Laufbahn: 27. Februar 1782 mit Rang vom 24. Februar 1782 Generalmajor
- Georg Leonhard Freiherr von Stentzsch

† 1761. Laufbahn: 27. März 1735 Generalfeldwachtmeister, 25. März 1741 Feldmarschalleutnant, 12. Juni 1754 mit Rang vom 10. November 1748 Feldzeugmeister
- Franz Freiherr Stephaics von Nemes-Déd

* 1739 † 9. April 1811. Laufbahn: 29. Oktober 1800 mit Rang vom 3. Dezember 1800 Generalmajor, 1805 im Ruhestand
- Graf Leopold von Sternberg

* 22. December 1811 †  21. September 1899.; Laufbahn: 1850 Generalmajor, 2. October 1858 Feldmarschalleutnant, General der Kavallerie
- Ferdinand Freiherr von Sterndahl[3]

* 1771 † 20. Juli 1846 ?. Laufbahn: 27. März 1810 Generalmajor und im Ruhestand
- Johann Gottfried Freiherr von Sterndahl

† 5. Januar 1740. Laufbahn: 13. März 1735 Generalfeldwachtmeister
- Freiherr Karl Joseph von Sterndahl

* 1735 † 13. Oktober 1816. Laufbahn: 21. Februar 1789 mit Rang vom 18. Februar 1789 Generalmajor, 12. Mai 1796 mit Rang vom 31. Januar 1794 Feldmarschalleutnant
- Maximilian Sigismund Wilhelm Freiherr von Stetten

* 17. März 1717 †  6. November 1794 . Laufbahn: 22. April 1763 Generalfeldwachtmeister
- Karl Steyrer von Edelberg

* 1761 † 19. Juni 1819. Laufbahn: 24. Mai 1809 Generalmajor, Jan. 1810 im Ruhestand
- Franz Seraph Sticker von Haymingthal

* um 1750 † 18. Juni 1809. Laufbahn: 6. März 1800 mit Rang vom 19. Oktober 1799 Generalmajor, 1805 im Ruhestand
- Freiherr Joseph Stipsicz zu Ternowa

* 15. August 1755 † 16. September 1831. Laufbahn: 1. März 1797 mit Rang vom 10. April 1797 Generalmajor, 29. Oktober 1800 mit Rang vom 3. November 1800 Feldmarschalleutnant, 26. Juli 1813 General der Kavallerie
- Johann Stirm

* ? † 1793. Laufbahn: 9. Juni 1788 mit Rang vom 2. Juni 1788 Generalmajor
- Andreas von Stoichevich

† 6. Januar 1810. Laufbahn: 1. September 1805 mit Rang vom 18. Februar 1804 Generalmajor, 25. September 1809 Feldmarschalleutnant
- Ignaz Stojanich von Selin

* ? † 28. Dezember 1807. Laufbahn: 2. Oktober 1799 mit Rang vom 8. Dezember 1799 Generalmajor, 1807 im Ruhestand
- Christian Carl zu Stolberg-Gedern

* 14. Juli 1725 † 21. Juli 1764. Laufbahn: 26. Juli 1752 Generalfeldwachtmeister, 22. März 1759 Feldmarschalleutnant, 25. April 1764 Feldzeugmeister; oberrheinischer und niederländischer Generalmajor; 21. Januar / 9. Juni 1758 Reichs-General-Feldmarschalleutnant, 9./13. Mai 1761 Feldzeugmeister
- Gustav Adolf Prinz zu Stolberg-Gedern

* 6. Juli 1722 † 5. Dezember 1757 (gefallen bei Leuthen). Laufbahn: 19. März 1755 Generalfeldwachtmeister
- Ludwig Christian Prinz zu Stolberg-Gedern

31. Juli 1720; † 4. März 1770, Laufbahn:  1767 (?) Generalfeldwachtmeister
- Christian Ernst zu Stolberg-Stolberg

- 30. Juli 1783; † 22. Mai 1846, Laufbahn: 1837 Generalmajor, 1846 Feldmarschalleutnant

- Georg von Storm

* ? † 1754. Laufbahn: 1745 Generalfeldwachtmeister (Titel)
- Karl Wenzel Freiherr von Strachwitz und Groß-Zauche

* 3. März 1724 † 20. März 1810. Laufbahn: 28. April 1804 mit Rang vom 28. April 1804 Generalmajor
- Anton Franz Graf von Straetmann und Peuerbach

* 2. Oktober 1674 † 27. Dezember 1718. Laufbahn: 2. Juni 1708 Generalfeldwachtmeister, 30. Mai 1716 Feldmarschalleutnant
- Ferdinand Joseph Graf von Strassoldo

* 17. März 1699 † 21. Oktober 1756. Laufbahn: 30. März 1742 Generalfeldwachtmeister, 1754 mit Rang vom 12. Juli 1752 Feldmarschalleutnant
- Karl Graf von Strassoldo

† 1686. Laufbahn: 27. August 1674 Generalfeldwachtmeister, 27. Juni 1682 Feldmarschalleutnant
- Leopold Lorenz Bartholomäus Graf von Strassoldo

* 9. August 1739 † 17. August 1809. Laufbahn: 10. April 1783 mit Rang vom 10. März 1783 Generalmajor, 18. Juni 1789 mit Rang vom 5. Mai 1789 Feldmarschalleutnant, 1793 im Ruhestand
- Rombaldo Peter Graf von Strassoldo

* ? † 2. Juli 1802. Laufbahn: 29. August 1801 mit Rang vom 20. August 1801 Generalmajor
- Gottfried Freiherr von Strauch

* ? † 18. März 1836. Laufbahn: 10. Juli 1800 mit Rang vom 3. Juli 1800 Generalmajor, 14. August 1808 Feldmarschalleutnant, 2. November 1827 Feldzeugmeister, 30. August 1830 im Ruhestand
- Kaspar von Strauch

* ? † 8. Oktober 1847. Laufbahn: 30. April 1815 Generalmajor, 19. Juni 1819 im Ruhestand
- Jakob Graf von Strozzi

† 1636. Laufbahn: 24. November 1632 Generalfeldwachtmeister, 12. Januar 1634 Feldmarschalleutnant
- Peter Graf von Strozzi

* 1626 † (gefallen bei von Zrinyivár) 27. Mai / 6. Juni 1664. Laufbahn: 7. Juni 1660 Generalfeldwachtmeister, 29. November 1663 Feldmarschalleutnant
- Vincenz Georg Freiherr von Struppi

* 1733 † 3. Juni 1810. Laufbahn: 23. Juli 1792 mit Rang vom 9. Juni 1791 Generalmajor, 1808 im Ruhestand
- Johann Graf von Stuart

* ? † 4. November 1788. Laufbahn: 15. Mai 1784 mit Rang vom 13. Mai 1784 Generalmajor
- Patrick Graf von Stuart

* um 1740 † 21. August 1808. Laufbahn: 10. April 1783 mit Rang vom 23. April 1783 Generalmajor, 1792 Feldmarschalleutnant ?
- Christian Herr zu Stubenberg

* 1686 † 29. Januar 1744. Laufbahn: 11. Oktober 1731 Generalfeldwachtmeister
- Franz de Paula Graf von Stubenberg

* 1681 † 10. Juni 1751. Laufbahn: 28. November 1719 Generalfeldwachtmeister (Titel), 30. Oktober 1733 Feldmarschalleutnant
- Franz Graf von Stubenberg

* 24. August 1732 † 16. März 1796. Laufbahn: 24. Januar 1776 Generalmajor, 1795 Abschied
- Karl Borromäus Freiherr von Stubenberg

* 11. August 1735 † 10. Juli 1802. Laufbahn: 3. Januar 1792 mit Rang vom 11. September 1791 Generalmajor
- Otto Herr von Stubenberg

* 9. Juni 1637 † 30. Februar 1691. Laufbahn: 22. Februar 1688 Generalfeldwachtmeister
- Joseph Sturioni

* ? † 3. April 1803. Laufbahn: 18. Mai 1799 mit Rang vom 24. März 1794 Generalmajor
- Sturm

* ? † 1792. Laufbahn: 3. Juli 1787 mit Rang vom 3. Juli 1787 Generalmajor
- Joseph Freiherr von Sturm

* ? † 5. Mai 1802. Laufbahn: 15. Mai 1784 mit Rang vom 23. Juni 1784 Generalmajor
- Joseph Xaver Freiherr von Stutterheim

* 19. Juni 1764 † 21. Juli 1831. Laufbahn: 24. Mai 1809 Generalmajor, 30. April 1815 Feldmarschalleutnant
- Karl Freiherr von Stutterheim

* 2. August 1776 † 13. Dezember 1811. Laufbahn: 24. Oktober 1805 mit Rang vom 14. Oktober 1805 Generalmajor, 13. Dezember 1811 (sic!) Feldmarschalleutnant
- Johann Freiherr von Stutterheim

* 30. Oktober 1803 † 25. Januar 1870. Laufbahn:  19. Oktober 1849 Generalmajor, 17. August 1851 im Ruhestand
- Augustin Freiherr von Stwrtnik

* 1755 † 24. Oktober 1841. Laufbahn: 24. Mai 1809 Generalmajor, 29. September 1838 Feldmarschalleutnant (Charakter) ehrenhalber und im Ruhestand
- Alexander Anton Fürst von Sułkowski, Herzog von Bielitz

* 15. Oktober 1730 † 21. September 1786. Laufbahn: 18. März 1760 Generalfeldwachtmeister, 19. Januar 1771 mit Rang vom 31. November 1767 Feldmarschalleutnant
- Franz de Paula Fürst Sułkowski, Herzog von Bielitz

* 29. Januar 1733 † 22. April 1812. Laufbahn: 12. Mai 1758 Generalfeldwachtmeister, 25. August 1790 mit Rang vom 1767 Feldmarschalleutnant
- August Jakob Heinrich Freiherr von Suckow

† 12. März 1740. Laufbahn: 28. Dezember 1733 Generalfeldwachtmeister, 17. Juni 1734 Feldmarschalleutnant, Oktober 1739 Feldzeugmeister ohne Patent
- Alexander Wassiljewitsch Graf Suworow-Rymnikskij, Fürst Italijskij

* 24. November 1730 † 18. Mai 1800. Laufbahn: 1770 russischer Generalmajor, 1774 Generalleutnant, 19. Oktober 1794 Generalfeldmarschall, 29. Oktober 1799 Generalissimus; 4. Juli 1799 sardinischer Großmarschall; 31. März 1799 kaiserlicher Feldmarschall
- Ernst Roland Graf von Suys und Tourabel

† 1645. Laufbahn: 11. Dezember 1633 Generalfeldwachtmeister, 1. Februar 1634 Feldmarschalleutnant, 21. Juni 1639 Feldzeugmeister
- Robert Thomas Freiherr von Swinburne

* 17. Juli 1763 † 20. Januar 1849. Laufbahn: 24. Mai 1809 Generalmajor, 17. März 1837 Feldmarschalleutnant (Charakter) ehrenhalber und im Ruhestand
- Ignaz von Szalloghy

* ? † ?. Laufbahn: 31. März 1769 mit Rang vom 4. Februar 1759 Generalfeldwachtmeister, 25. April 1775 mit Rang vom 16. März 1767 Feldmarschalleutnant
- Peter Graf Szápáry von Muraszombat, Széchisziget und Szápár

* um 1711 † 12. Juli 1796. Laufbahn: 23. Juli 1753 Generalfeldwachtmeister
- Joseph Szarvassy de Riomfalva

* 1746 † 29. November 1810. Laufbahn: 14. Januar 1804 mit Rang vom 15. Dezember 1802 Generalmajor
- Samuel Friedrich Szdellarovich von Feldstern

* ? † ?. Laufbahn: 19. Januar 1771 mit Rang vom 2. Juli 1761 Generalmajor
- Anton Graf Széchényi von Sárvár und Felsö-Videk

* ? † 1767. Laufbahn: 18. Dezember 1751 Generalfeldwachtmeister, 14. Dezember 1758 Feldmarschalleutnant
- Ferdinand Szécsen von Temerin

* ? † 31. Januar 1827. Laufbahn: 22. Juli 1809 Generalmajor, 1814 im Ruhestand
- Johann von Szénássy

* ? † 4. Dezember 1813. Laufbahn: 29. Oktober 1800 mit Rang vom 12. November 1800 Generalmajor, 1809 im Ruhestand
- Johann von Szent-Iványi

* ? † 22. Januar 1820. Laufbahn: 1. Mai 1803 mit Rang vom 11. Dezember 1802 Generalmajor
- Andreas Freiherr Szentkereszti de Zagon

* ? † 27. Juli 1821. Laufbahn: 1. März 1797 mit Rang vom 1. März 1797 Generalmajor
- Ladislaus Freiherr Szentkereszti de Zagon

† 15. März 1804. Laufbahn: 9. Juli 1797 mit Rang vom 8. Juli 1797 Generalmajor
- Sigmund Ladislaus Freiherr Szentkereszti de Zagon

* 1745/46 † 24. Dezember 1823. Laufbahn: 1. März 1797 mit Rang vom 13. März 1797 Generalmajor, 4. Dezember 1800 mit Rang vom 2. Dezember 1800 Feldmarschalleutnant, 12. August 1814 General der Kavallerie (Charakter) und im Ruhestand
- Anton Freiherr Szereday von Szent-Háromság

* um 1744 † 29. Oktober 1813. Laufbahn: 1. März 1797 mit Rang vom 21. März 1797 Generalmajor, 1. September 1805 mit Rang vom 7. September 1805 Feldmarschalleutnant, März 1809 im Ruhestand
- Joseph von Szerelem

* ? † 18. Mai 1809. Laufbahn: 16. Januar 1790 mit Rang vom 20. Dezember 1789 Generalmajor, 1801 im Ruhestand
- Georg Graf Szluha von Iklad

* ? † ?. Laufbahn: 13. August 1751 Generalfeldwachtmeister
- Johann von Szombathély

* ? † 1. Dezember 1831. Laufbahn: 28. März 1812 Generalmajor (Charakter) und im Ruhestand
- Joseph Freiherr Szörényi von Kis-Szörény

* 1724 † 3. März 1799. Laufbahn: 10. April 1783 mit Rang vom 18. Februar 1783 Generalmajor
- Graf Anton Sztáray von Nagy-Mihaly

* 1740 † 23. Januar 1808. Laufbahn: 12. Oktober 1788 mit Rang vom 4. Oktober 1788 Generalmajor, 1. Januar 1794, (29. Dezember 1793 ?) mit Rang vom 17. Dezember 1793 Feldmarschalleutnant, 6. März 1800 Feldzeugmeister, Februar 1806 im Ruhestand